# CA San Lorenzo de Almagro
Club Atlético San Lorenzo de Almagro je argentinský fotbalový klub z Buenos Aires založený roku 1908. Své domácí zápasy hraje na stadionu Estadio Pedro Bidegain (známý spíše jako El Nuevo Gasómetro) s kapacitou 47 964 míst.
Zaníceným fandou klubu je papež František, hrával zde jeho otec. Na jedno utkání argentinské Primera División nastoupili hráči San Lorenza s jeho portrétem na dresech.
V roce 2014 vyhrál poprvé ve své historii Pohár osvoboditelů, ve finále zdolal ve dvojutkání paraguayský klub Club Nacional (1:1 a 1:0). V roce 2001 vyhrál Copa Mercosur.

## Historie
Počátky klubu sahají do počátku 20. století, kdy se děti z ulic México, Treinta a Tres v Buenos Aires rozhodli zformovat fotbalové družstvo. Fotbal však hráli na ulicích, což bylo nebezpečné. Jednoho z chlapců krátce poté srazila tramvaj, co viděl i místní katolický kněz Lorenzo Massa. Tento následně nabídl chlapcům, aby hrávali fotbal na dvoře při místním kostele za podmínky, že budou navštěvovat nedělní mše. 1. dubna 1908 se ve čtvrti Almagro v Buenos Aires uskutečnilo shromáždění, na kterém padlo rozhodnutí založit sportovní klub. Na shromáždění byly navrženy různá jména, které měly být použity jako názvy nového klubu. První návrh byl "Los Forzosos de Almagro", tedy "Siláci z Almagra". S tím však nesouhlasil otec Massa. Další návrh byl "San Lorenzo" jako pocta otci Massovi, ale tento nesouhlasil, aby byl poctěn tímto způsobem. Přesto nakonec akceptoval tento návrh i otec Massa, ale jméno mělo být poctou svatému Vavřinci (ve španělštině "San Lorenzo") a Bitvě o San Lorenzo, jedné z nejdůležitějších bitev pro nezávislost Argentiny. Další ze zakladatelů požadovali, aby se do názvu klubu přidalo i jméno jejich čtvrti Almagro, v níž žila většina zakladatelů. Tyto návrhy byly schváleny a vznikl tak klub San Lorenzo de Almagro. Klub však neměl svůj stadion a hrát musel na nedalekém hřišti patřícímu týmu Club Martínez. První zápas odehrálo San Lorenzo 26. dubna 1914. Zpočátku hrálo amatérskou soutěž, kterou vyhrálo. Právě toto vítězství umožnilo klubu hrát play-off o postup do nejvyšší argentinské fotbalové ligy, které klub vyhrál a postoupil do nejvyšší soutěže.
San Lorenzo hrávalo od roku 1914 druhou nejvyšší soutěž, ze které se mu poradilo postoupit výše. První ligu tedy začalo hrát v roce 1915, a v této sezoně skončilo nakonec na dvanáctém místě. Již v roce 1916 otevřel klub svůj první stadion, který se stal známý jako Viejo Gasómetro. V tomto roce obsadil klub v první lize sedmé místo. V následujících ročnících se klubu stále velmi nedařilo, když v nejvyšší soutěži obsadil postupně dvanácté a třinácté místo. V roce 1919 se argentinská nejvyšší soutěž rozdělila na dvě souběžně hrané soutěže, přičemž každou z nich organizovala jiná fotbalová federace. Ve své lize obsadilo San Lorenzo deváté místo.
V sezónách 1920 a 1922 obsadil klub výborné třetí místo. Úspěch se dostavil v sezóně 1923, kdy San Lorenzo vyhrálo 17 z 20 zápasů a vyhrálo svůj první mistrovský titul. Ve stejném ročníku vyhrál klub i svůj první mezinárodní titul, když zvítězilo v turnaji Copa Campeonato del Río de la Plata nad uruguayským klubem Montevideo Wanderers. Už o sezónu později vyhrál klub svůj druhý mistrovský titul. V následujících sezónách skončilo San Lorenzo druhé a třetí. V sezóně 1927 vyhrál klub třetí mistrovský titul. V ročníku 1927 vyhrálo San Lorenzo i pohár Copa Alda, kde porazilo uruguayský tým Rampla Juniors. Díky těmto úspěchům se San Lorenzo rychle zařadilo mezi nejpopulárnější kluby v zemi. Na další titul musel klub čekat až do sezóny 1933, když vyhrál svůj čtvrtý mistrovský titul. O tři roky později, v sezóně 1936 vyhrál klub opět titul.
Od posledního titulu v roce 1936 se San Lorenzo přestalo v lize dařit tak jako před tím. První větší úspěch dosáhl až v roce 1943, kdy zvítězil v národním poháru. Na titul čekalo San Lorenzo přesně deset let, kdy vyhrálo sezónu 1946 nejvyšší argentinské soutěže. Ve stejném roce odcestovalo San Lorenzo na turné do Evropy. Toto turné se následně stalo díky výsledkům, které na něm klub dosáhl jedním z nejvýznamnějších milníků v klubové historii. San Lorenzo odehrálo v Evropě celkem deset zápasů. Na nový rok 1947 porazilo během dvou týdnů San Lorenzo dokonce dvakrát španělskou fotbalovou reprezentaci. O dva týdny později porazil klub i portugalskou reprezentaci. Ze všech zápasů prohrálo San Lorenzo pouze s Realem Madrid. Mnozí hráči klubu dostali po tomto turné nabídky z evropských klubů, jedna z opor klubu Rinaldo Martino přestoupil do italského Juventusu Turín.

### Další tituly ale i sestup
Od posledního titulu v ročníku 1946 se San Lorenzo nedokázalo v lize prosadit. V 50. letech nezískal klub žádnou trofej a končil především ve středu ligové tabulky. Určité zlepšení přišlo v sezóně 1957, klub obsadil druhé místo. V následujícím ročníku skončil třetí. Úspěch přišel v sezóně 1959, když San Lorenzo vyhrálo po 13. letech konečně mistrovský titul. Hned v sezóně 1960 ale klub obsadil až šesté místo. O rok později však byl znovu druhý. Jinak klub končil v 60. letech ve středu ligové tabulky. Útočník San Lorenza José Sanfilippo se v sezónách 1958, 1959, 1960 a 1961 stal nejlepším střelcem nejvyšší argentinské soutěže. Mistrovský titul získalo San Lorenzo až v sezóně 1968, kdy vyhrálo část první ligy Metropolitano bez jediné prohry. Díky tomu získal tým přezdívku "los matadores". Tímto titulem začalo další výborné období v historii San Lorenza. V sezóně 1972 vyhrálo obě části první ligy, tedy tak Metropolitano i Nacional a stalo se prvním týmem, který vyhrál v jednom roce obě části nejvyšší soutěže. Další titul získal klub v části Nacional sezóny 1974. Dobré období však netrvalo dlouho, špatné rozhodnutí vedení klubu přivedly San Lorenzo do finančních problémů. Argentinská vojenská vláda přinutila klub prodat jeho tradiční stadion ve čtvrti Boedo. V sezóně 1980 skončil klub těsně nad sestupovou místy. V sezóně 1981 však skončil v nejvyšší soutěži předposlední a sestoupil do druhé ligy. V tomto roce byl zároveň zbourán tradiční stadion San Lorenza. Ve druhé lize bylo San Lorenzo pouze jednu sezónu, po níž se hned vrátilo zpět do první ligy a jako nováček obsadilo v tabulce druhé místo. Druhé místo obsadil klub ještě v ročníku 1987/88, jinak v 80. letech končilo ve středu ligové tabulky.

### Finanční problémy a čekání na úspěch
V 90. letech pokračovaly problémy klubu, ten jednak neměl vlastní stadion a musel hrávat na stadionech konkurenčních klubů a jednak ho stále trápily finanční problémy. V roce 1986 se prezidentem klubu stal Fernando Miele. Právě on pomohl k tomu, že klub v roce 1993 otevřel svůj vlastní nový stadion a zároveň vyhrál po 21 letech ligový titul, když vyhrál část Clausura sezóny 1995 nejvyšší argentinské soutěže. Zbývající sezóny 90. let byl klub střídavě v horní a dolní části ligové tabulky. Další titul přidalo San Lorenzo v sezóně 2001, kdy vyhrálo znovu část Clausura první ligy. V roce 2001 vyhrál klub svou první oficiální mezinárodní trofej, když vyhrál Copa Mercosur. Stal se tak jediným argentinským klubem, který vyhrál tuto soutěž v její čtyřleté existencí. V roce 2002 vyhrálo San Lorenzo první ročník Copa Sudamericana, když ve finále porazil kolumbijský klub Atlético Nacional. Další titul získalo San Lorenzo až v sezóně 2007, kdy vyhrálo část Clausura. Jinak v tomto období také končilo San Lorenzo zvětší ve středu ligové tabulky. V roce 2007 se do nejvyšší soutěže vrátil hlavní rival San Lorenza klub Huracán a San Lorenzo tak mohlo opět hrávat své derby zápasy s rivalem z jihu Buenos Aires. V ročníku 2011/12 muselo San Lorenzo hrát baráž o udržení se v nejvyšší soutěži, v níž však byl klub úspěšný. V sezóně 2013/14, části Inicial vyhrálo San Lorenzo už svůj patnáctý mistrovský titul V sezóně 2014 dosáhl klub také největší mezinárodní úspěch, když vyhrál jihoamerickou obdobu evropské Ligy mistrů Copa Libertadores, kde ve finále porazil 1:0 paraguayský klub Nacional. V sezóně 2015/16 vyhrálo San Lorenzo skupinu č.1 nejvyšší soutěže, ale ve finále prohrálo a obsadilo tak konečné druhé místo. V sezóně 2016/17 nejvyšší fotbalové soutěže obsadil klub sedmé místo.

## Příznivci
Fotbalový klub se v průzkumech tradičně řadí jako 4. nejpopulárnější klub v rámci všech fotbalových fanoušků v Argentině.

## Úspěchy
- Primera División (15): 1923 AAmF, 1924 AAmF, 1927, 1933 LAF, 1936 (Copa de Honor), 1946, 1959, 1968 Metropolitano, 1972 Metropolitano, 1972 Nacional, 1974 Nacional, 1995 Clausura, 2001 Clausura, 2007 Clausura, 2013 Inicial
- Copa Libertadores (1): 2014
- Copa Mercosur (1): 2001
- Copa Sudamericana (1): 2002